# Maison de l’Artichaut

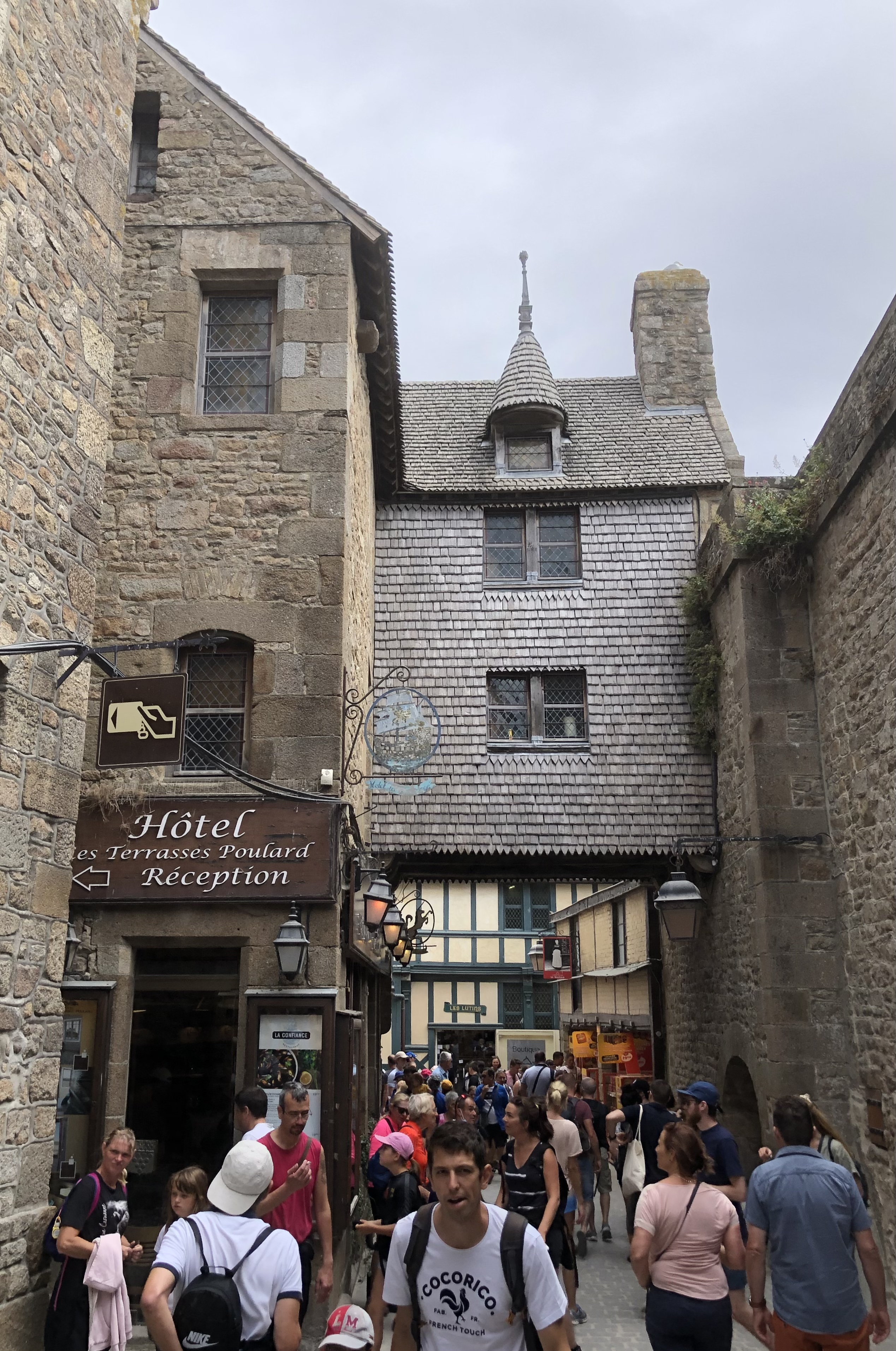
Haus der Artischocke, 2022

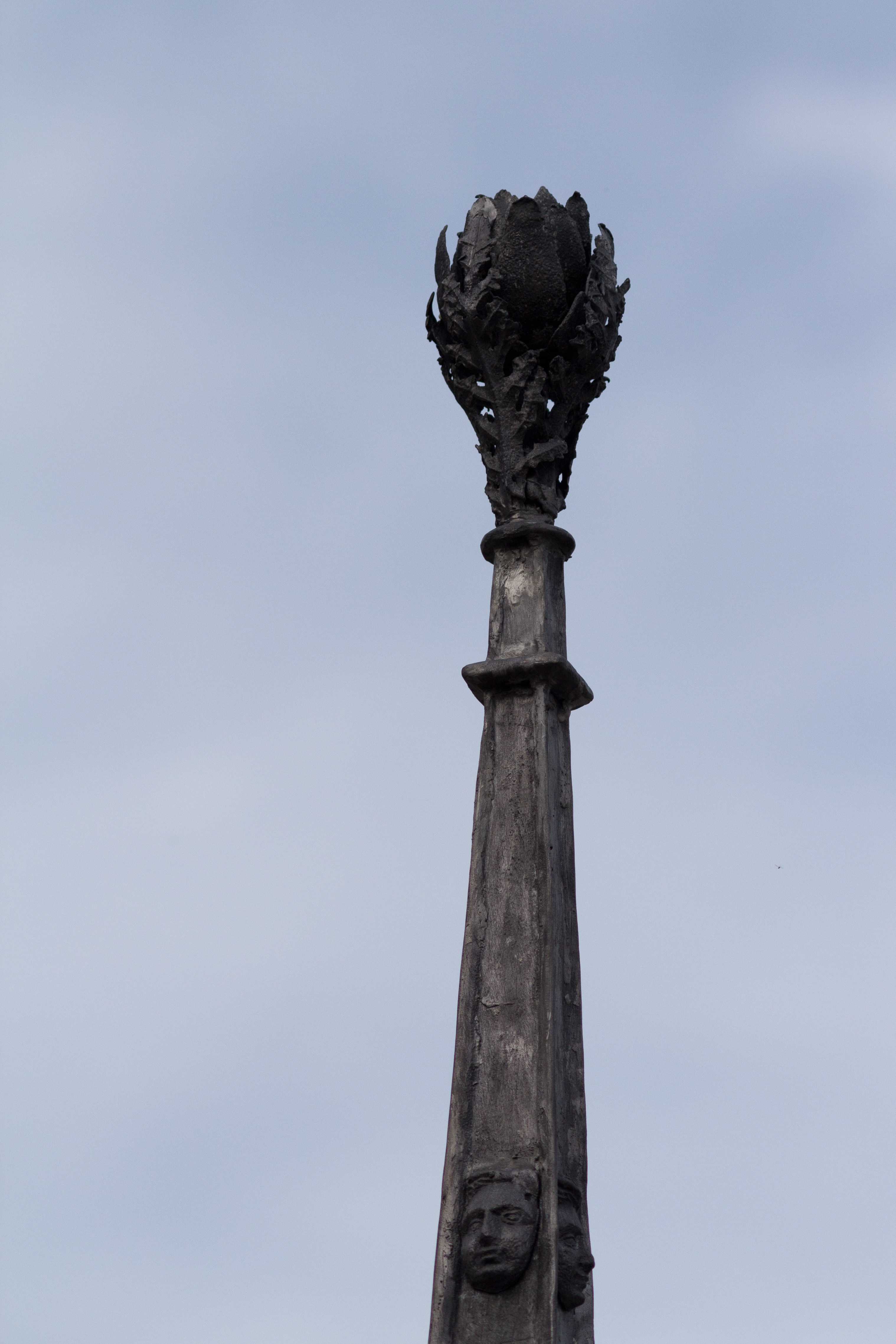
Artischocke auf dem Dach, 2011

Das Maison de l’Artichaut (deutsch Haus der Artischocke) ist ein denkmalgeschütztes Gebäude in der Gemeinde Le Mont-Saint-Michel in Frankreich.
Das Haus befindet sich im südöstlichen Teil der Insel Mont Saint-Michel und überspannt die Hauptstraße Grand Rue. Nördlich grenzt das Hotel de la Licorne an.
Das Gebäude entstand als Anbau an das Hotel de la Licorne. Es ist mit Schindeln aus Kastanienholz bedeckt. Auf den Oberlichtern des Gebäudes befindet sich ein Knauf aus Blei, der eine Artischocke darstellt, worauf sich der Name des Hauses bezieht.
Am 9. August 1918 wurde das Haus als Monument Historique registriert, wobei sich der Schutz auf die Fassaden des Erdgeschosses sowie auf das Dach auf der Westseite bezog. Eine Erweiterung auf das ganze Obergeschoss erfolgte am 5. Mai 1936. Das Haus wird in der Liste der Monuments historiques in Le Mont-Saint-Michel unter der Nummer PA00110489 mit dem Status Classé geführt. Das Gebäude befindet sich in Privateigentum.